# Théâtre Beaujolais
Le théâtre Beaujolais – ou théâtre  des Beaujolais –  est une salle de spectacle parisienne ouverte en 1784 et disparue en 1790. À son emplacement se situe aujourd'hui le théâtre du Palais-Royal.

## Historique
Le 23 octobre 1784 est inaugurée à l’extrémité nord de la galerie de Montpensier, dans le péristyle de Joinville, par l’entrepreneur de spectacles Lomel une petite salle de spectacle édifiée par l'architecte Louis et destinée à présenter des spectacles de marionnettes. Placée sous la protection de Louis Charles d'Orléans, comte de Beaujolais, dernier des enfants du futur Philippe-Égalité, la troupe prend alors le nom de « Petits Comédiens de Son Altesse Sérénissime Monseigneur le comte de Beaujolais » et le théâtre celui de « Beaujolais ». Les marionnettes sont rapidement remplacées par des enfants qui miment les rôles tandis que des adultes parlent et chantent depuis les coulisses.
Le dramaturge italien  Carlo Goldoni mentionne dans ses Mémoires que « la salle des Petits Comédiens, établie dans le même endroit [Palais-Royal], n’est pas moins fréquentée : ce sont des enfants qui accompagnent si adroitement avec leurs gestes la voix des hommes et des femmes qui chantent de la coulisse, que l’on a cru d’abord, et l’on a parié que c’étaient les enfants eux-mêmes qui chantaient ».
Le succès croissant déplaisant à la Comédie-Française et à la Comédie-Italienne voisines, défense est faite par les autorités à Lomel d’employer des enfants, enlevant au spectacle toute son originalité. La salle est rachetée le 17 juin 1787  par Desmarets pour 15 000 livres, qui la cède deux ans plus tard pour 570 000 livres à la directrice du théâtre de Versailles, Marguerite Brunet dite Mlle Montansier. L'inauguration de la salle agrandie et rénovée a lieu le 12 avril 1790 sous le nom de théâtre Montansier.  Lomel tente de son côté de relancer sa troupe dans la salle des Élèves de l’Opéra, boulevard du Temple, même l'entreprise tourne court.
Bien que le répertoire des Beaujolais ait été considérable, seule une vingtaine de pièces ont été éditées, dont un recueil de 14 pièces in-8o non relié, en portefeuille[Où ?].

## Répertoire des Beaujolais
- Le Vieux Soldat et sa pupille, opéra-comique d'Ève Demaillot, 1785
- Adélaïs, pantomime historique en trois actes de Maillé de Marencour, 1785
- L’Amateur de musique, comédie mêlée d’arias de B.-L. Raymond, 1785
- Cydlppe, pastorale héroïque de Boutillier, musique de Froment, 1785
- La Ruse d’amour, ou l’Epreuve, comédie de Maillé de Marencour, musique de Chardini, 1785
- L'Heureux dépit, comédie lyrique en un acte, en vers libres, de Rauquil-Lieutaud, musique de Chapelle, 1785
- Le Pouvoir de la nature, ou la Suite de la Ruse d’amour, comédie en deux actes mêlée d’arias de Maillé de Marencour, musique de Chardini, 1786
- Suzette et Colinet, ou les Amants heureux par stratagème, comédie mêlée d’arias de Person de Bérainville, musique de Piccini fils, 1786
- Les Curieux punis, comédie mêlée d’arias de Desenne, musique de Bonnay, 1787
- Les Amours d’Arlequin et de Séraphine, comédie de Jean-Claude Gorgy, 1788
- L’Amour arrange tout, comédie de J.M. Loaisel de Tréogate, 1788
- Le Bon Père, opéra-bouffe de Lépitre, musique de Cambini, 1788